# São Paulo (stat)
São Pauloⓘ (AFI [sɐ̃ʊ̯̃ ˈpaʊ̯lʊ], numele însemnând „Sfântul Pavel”) este unul dintre cele 26 de state ale Braziliei. Se învecinează cu statele Minas Gerais (la nord și nord-est), Rio de Janeiro (la est), Paraná (la sud) și Mato Grosso do Sul (la vest). La sud-est, São Paulo are și ieșire la Oceanul Atlantic. Capitala statului este orașul cu același nume. Unitatea federativă avea în 2007 o populație de 39.827.570 de locuitori și o suprafață de 248.209,43 km², fiind împărțită în 15 mezoregiuni, 63 de microregiuni și 645 de municipii. Guvernatorul actual este José Serra din PSDB.
São Paulo este cea mai populată unitate federativă a Braziliei și cea de-a treia entitate politică din America de Sud după numărul locuitorilor, fiind depășită doar de propriul stat și de Columbia, depășind astfel toate celelalte țări ale continentului. De asemenea, este și cel mai bogat stat din Brazilia având o contribuție de 33,9% la produsului intern brut al țării.

## Istorie

### Începuturile colonizării

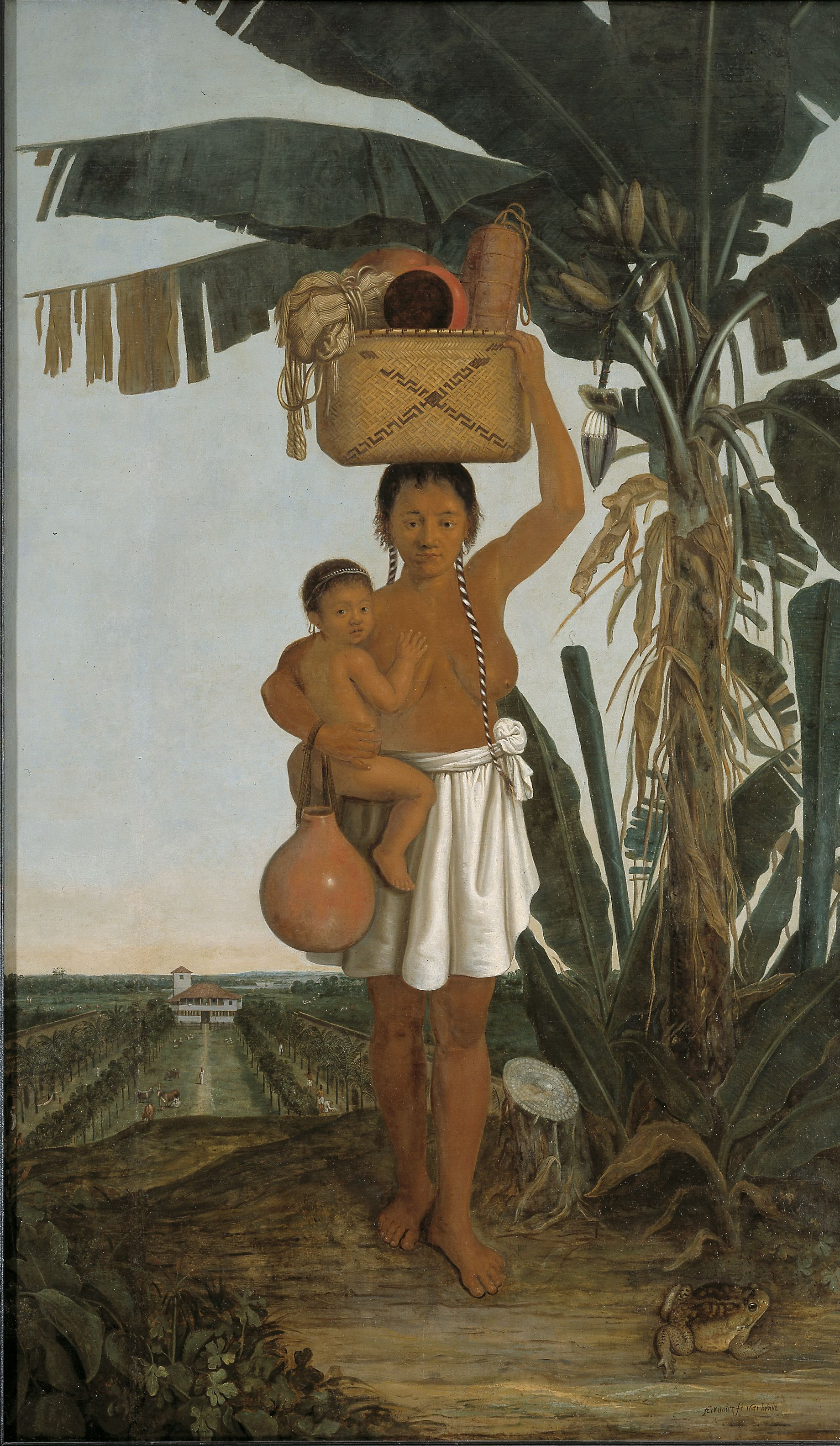
Femeie din tribul tupi.

Înainte de venirea coloniștilor portughezi, teritoriile care formează astăzi suprafața statului São Paulo erau populate de tribul tupi ce trăia din agricultură și vânătoare. Primul european care s-a așezat pe aceste teritorii a fost João Ramalho, a cărui navă probabil a eșuat în 1510, la zece ani după ce portughezii descoperiseră Brazilia. El s-a căsătorit cu fiica unui șef de trib și a rămas să trăiască cu băstinașii. În 1532, prima expediție colonială, condusă de Martim Afonso de Sousa, a ajuns la São Vicente (în prezent parte a orașului Santos). De Sousa a întemeiat o colonie incluzând în ea și așezarea băștinașilor unde stătea Ramalho.
Portughezii nu au fost prea interesați în colonizarea Braziliei, concentrându-și atenția pe exploatarea Africii și a Asiei. Totuși, navele engleze și franceze s-au dovedit a fi un pericol pentru São Paulo și alte regiuni din zonă. Regele Ioan III, n-a vrut să apere coloniile cu forțe regale și astfel a împărțit Brazilia în căpitănii, fapt ce acorda o oarece autonomie coloniilor. Împărțirea nu a fost eficace, deoarece majoritatea acestor căpitănii nu aveau venituri proprii. În 1548 căpităniile Braziliei au revenit sub controlul direct al regelui Portugaliei.
De teama posibilelor atacuri din partea băștinașilor, colonizarea s-a concentrat, în special, pe coasta Oceanului Atlantic. Unii coloniști au ajuns însă până la Piratininga, un platou situat în jurul lui São Vicente, ușor accesibil datorită fluviilor navigabile și valoros datorită potențialului agricol. Santo André da Borda do Campo a fost o așezare amplasată pe acest platou, ridicată la statutul de oraș în 1533. Istoria orașului São Paulo, de la care vine și numele regiunii, a început la 25 ianuarie 1544, aniversarea convertirii lui Sfântului Pavel. Numit inițial São Paulo dos Campos de Piratininga, orașul a fost la început cetate, aici avându-și sediul și o misiune a iezuiților. În 1560, mulții locuitori din Santo André au părăsit acest oraș, instalându-se în São Paulo.
În această perioadă, economia regiunii s-a bazat, în principal, pe cultivarea trestiei de zahăr, lucru care a dus la înflorirea comerțului cu sclavi.

### Expansiune

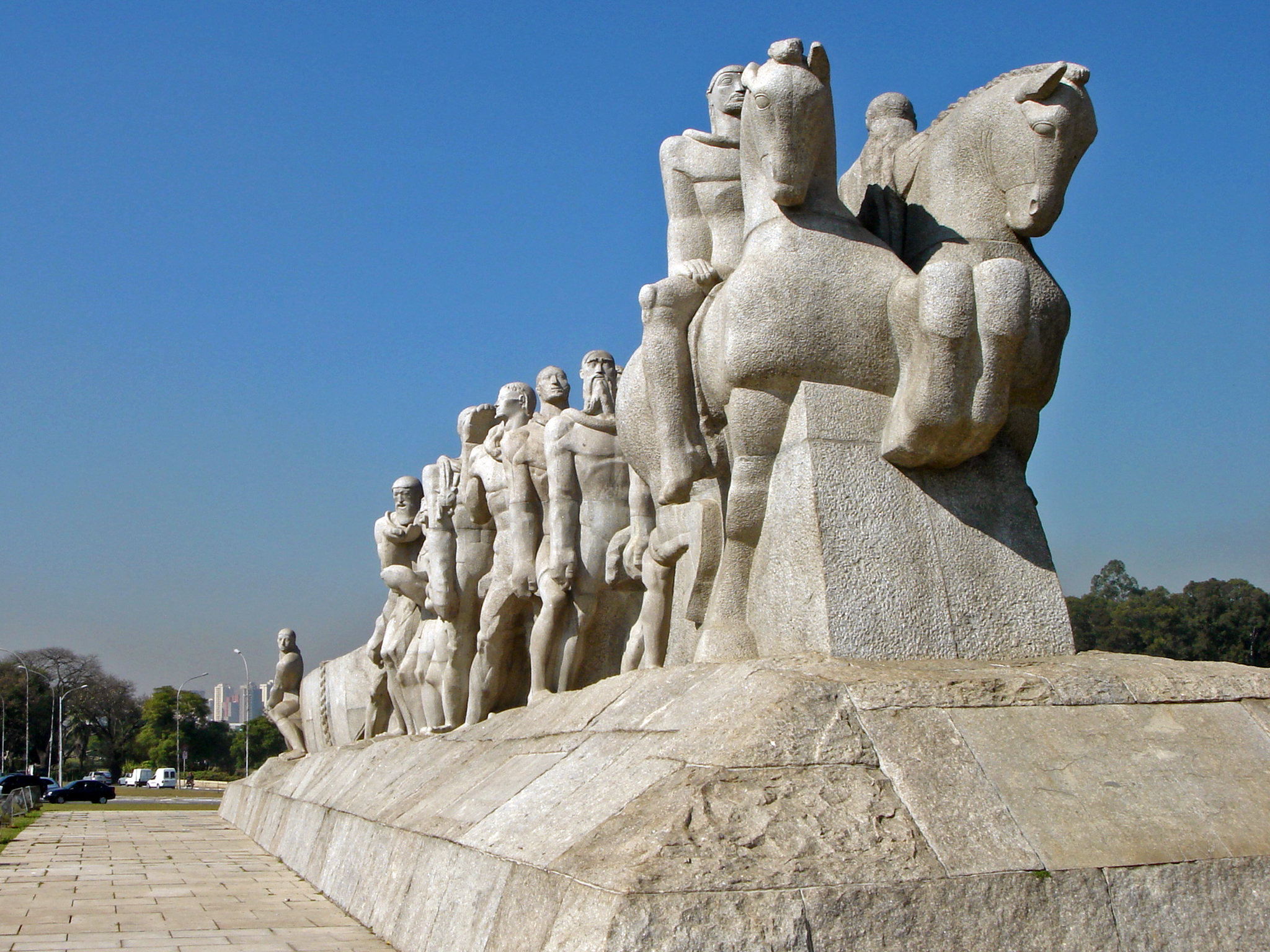
Monument dedicat celor numiți bandeirantes în São Paulo.

Bandeirantes (stegari) au fost oameni care au explorat interiorul statului căutând sclavi. Baza lor se afla în orașul São Paulo. În afară de sclavi, bandeirantes au mai găsit diverse bunuri, precum argint, aur și diamante, în felul acesta explorând teritorii necunoscute. Astfel, granițele stăpânirii portugheze în America de Sud s-au extins. Unele expediții au fost însoțite și de preoți, având ca scop convertirea băștinașilor. Punctele de comerț deschise pentru a-i servi s-au dezvoltat ulterior în așezări stabile permanente. După aceea, s-au deschis mai multe rute comerciale între coastă și aceste orașe noi. Deși bandeirantes nu au fost legați în niciun fel la coroana portugheză, au revendicat teritoriile descoperite pentru rege. Astfel, frontierele Braziliei s-au extins foarte mult, atingând Pădurea Amazoniană și Munții Anzi.
Invazia napoleoniană din Portugalia, în 1807, a determinat marina britanică să-l evacueze pe regele Ioan VI la Rio de Janeiro. Astfel, Brazilia a devenit temporar teritoriul principal al Imperiului Portughez. Regele a introdus câteva legi noi și a început o serie de reforme care i-au favorizat statului São Paulo o dezvoltare mai rapidă.
Reformele lui Ioan VI au dus de fapt la independența Braziliei, pentru că brazilienii au obținut atunci putere suficientă pentru a-și conduce propriul stat. Fiul lui Ioan VI, care a guvernat în Brazilia în numele tatălui său, a declarat independența Braziliei la 7 septembrie 1822.

### Brazilia independentă

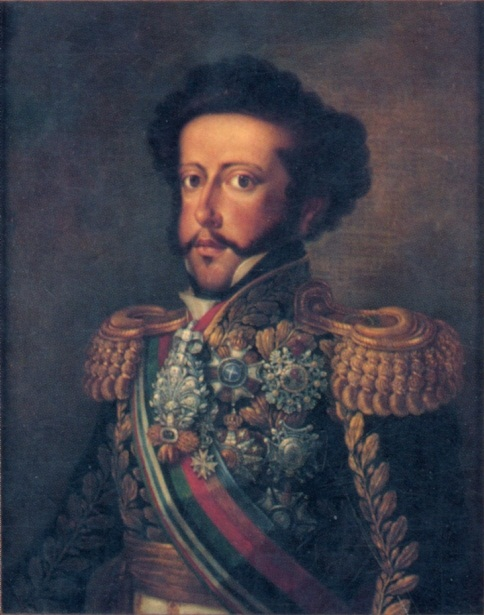
Petru I, împăratul Braziliei.

Petru I a fost încoronat ca primul împărat al Braziliei. Imperiul brazilian a rezistat până în 1889. Dezvoltarea liberalismului a avut impact și pe scena politică braziliană. Pe deasupra, São Paulo a suferit de lipsa unei infrastructuri. Căruțe legate în șir, precum vagoanele de tren, și trase de catâri au reprezentat principalul mijlocul de transport. De asemenea, drumul care a legat platoul Piratininga de Santos era foarte greu de coborât. În final, s-a construit prima linie de cale ferată între acest port și orașul São Paulo.
Comerțul cu cafea a devenit o ramură importantă a economiei statului. Valea Paraíbei, care se întinde peste teritoriile statelor São Paulo și Rio de Janeiro, avea o climă perfectă pentru cultivarea acestei plante, ceea ce a cauzat dezvoltarea fazendelor. Totuși, dependența economică a statului față de cafea a cauzat criza economică la sfârșitul secolului XIX.
Dezvoltarea industrială a statului São Paulo a avut loc în prima parte a secolului XX iar la început a fost strâns legată de activitățile agricole din regiune. Imigranții nou-veniți au prevăzut creșterea economică a zonei. Restricțiile în comerțul internațional cauzate de războaiele mondiale au contribuit și ele în dezvoltarea industriei. Astfel, în 1945 statul São Paolo era cel mai bogat stat din Brazilia, iar capitala lui — cel mai mare centru industrial din America de Sud.
Războiul Paulista sau Revoluția Constituțională a început pe 9 iulie 1932 și s-a opus guvernului federal al lui Getúlio Vargas. Conflictul a fost cauzat de dezamăgirea localnicilor, de efectul pierderii influenței politice, ce era menținută de elita din São Paulo și a avut ca țel introducerea unei noi constituții. Totuși, mai târziu, scopul acestui război a urmărit înfrângerea guvernului federal sau chiar separarea statului din cadrul federației. Deși revoluția a eșuat, ducând doar la introducerea noii constituții în 1934, în final, aceasta nu a fost păstrată pentru mult timp — astfel că, în 1937 a fost promulgată o altă constituție, instalând regimul autoritar al lui Vargas, numit Estado Novo (Statul Nou).

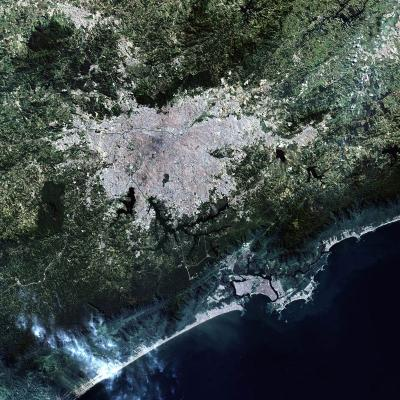
Regiunea metropolitană São Paulo văzută din satelit.

### Istorie recentă
Getúlio Vargas a rămas în putere până în 1945, când a fost răsturnat printr-o lovitură de stat. Reales din nou în 1950 și încă o dată răsturnat în 1954, în cele din urmă s-a sinucis. Juscelino Kubitschek, succesorul lui, s-a concentrat pe dezvoltarea intensivă a industriei. În jurul anului 1954, 55% din totalul producției industriale din Brazilia era concentrat în statul São Paulo. Chiar construirea orașului Brasília, noua capitală, nu a slăbit importanța economică acestui stat.
După o perioadă de tranziție a guvernului, de la cel militar la cel civil și introducerea unei noi monede, realul, a apărut un fenomen de stagnare economică ce a dus la creșterea procentului de șomeri și implicit la creșterea ratei criminalității. În prezent, statul São Paulo deține un rol important datorită faptului că este cea mai populată unitate administrativă a Braziliei, însă se confruntă cu diverse probleme sociale și economice care îi împiedică dezvoltarea.

## Geografie

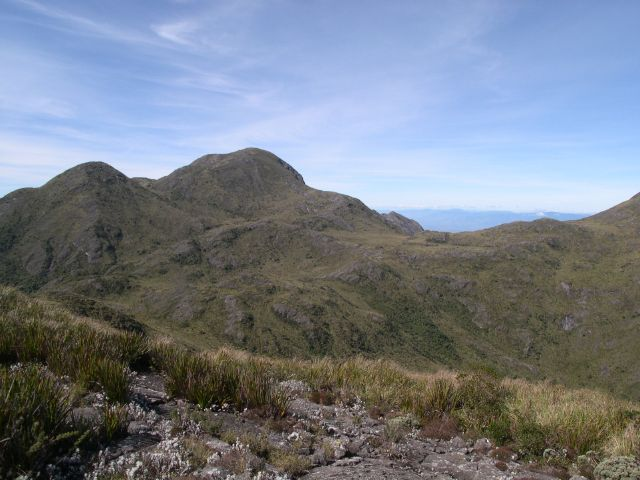
Pedra da Mina, cel mai înalt vârf al statului.

Statul São Paulo are o suprafață de 248.209,426 km², aflându-se pe locul 20 în topul unităților federative ale Braziliei după arie. Acest stat este unul dintre cele 17 unități administrative care are ieșire la Oceanul Atlantic. Frontiera de vest a statului, cea cu Mato Grosso do Sul, este formată exclusiv de fluviul Paraná. Râul Grande formează o parte a frontierei de nord, iar râul Paranapanema — o parte a celei de sud. Restul granițelor sunt delimitate artificial. Fusul orar este UTC -3. Ora de vară, UTC -2, începe în a treia duminică de octombrie și se termină în a treia duminică de februarie.

São Paulo prezintă un relief relativ elevat, pentru că 85% de suprafața statului se află între 300-900 de metri de altitudine față de nivelul mării. Se situează pe un podiș întins de 600 km de lățime, mărginit de o îngustă câmpie litorală. Tranziția dintre podiș și câmpie se face prin înclinarea abruptă, Serra do Mar, cu altitudine medie de 950 de metri. Podișul se împarte în trei subdiviziuni: podișul cristalin, depresiunea interioară și podișul occidental. Acestea, împreună cu câmpia litorală și Serra do Mar, formează cele trei unități geologice ale statului. 

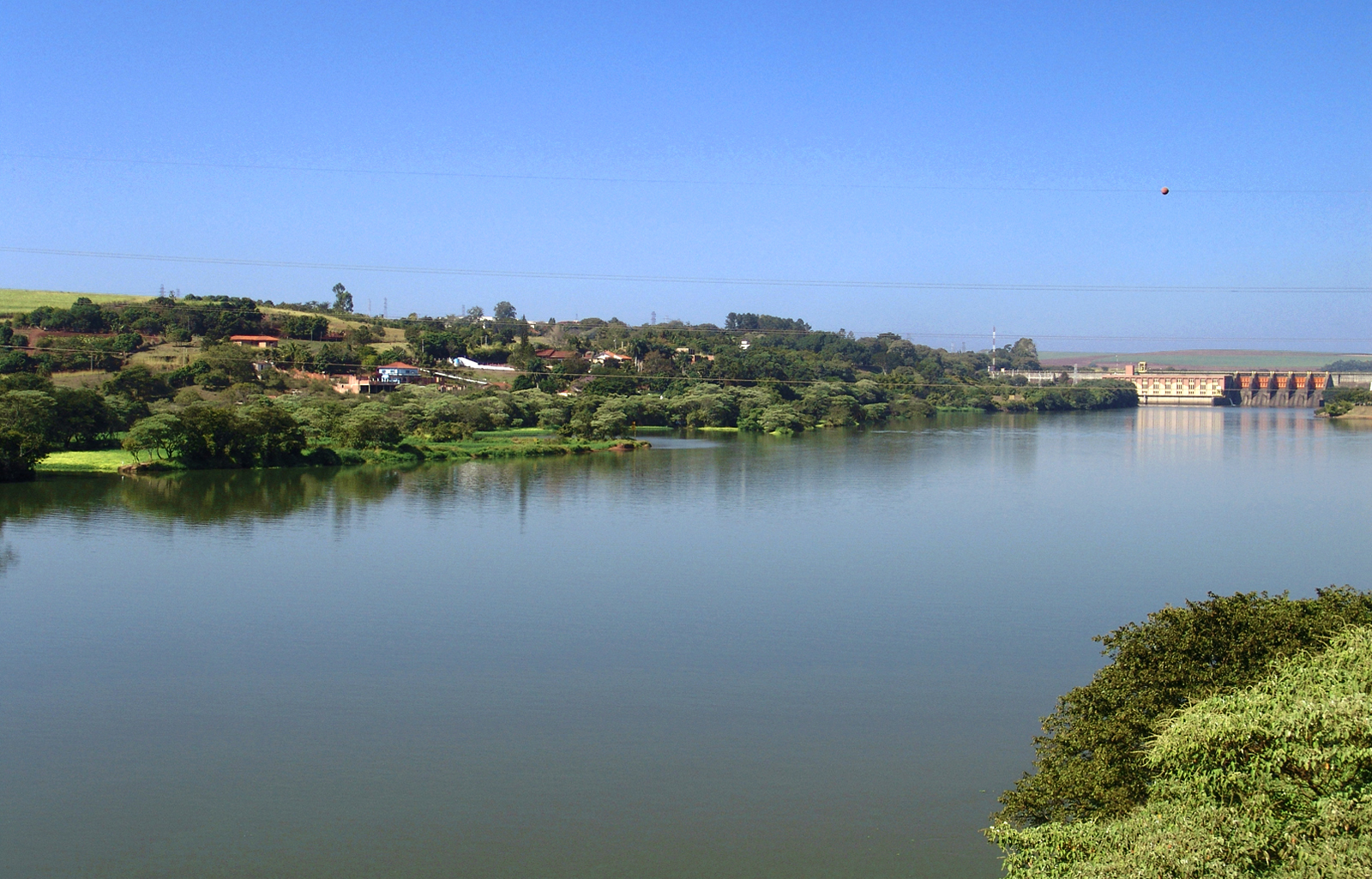
Râul Tietê, care străbate teritoriul statului de la est la vest.

 Punctul cel mai înalt al statului este Pedra de Mina, ce atinge 2.770 de metri deasupra nivelului mării.
Principalele fluvii și râuri sunt: Tietê, Paraná, Paranapanema, Grande, Turvo, Peixe, Paraíba do Sul, Piracicaba, Pardo, Moji-Guaçu, Jacaré-Pepira și Jacaré-Guaçu. Teritoriul statului aparține aproape în întregime bazinului hidrografic al fluviului Paraná, excepții făcând râurile și fluviile câmpiei litorale și unele pârâuri din Serra do Mar.
Clima statului este predominant tropicală în nord, tropicală de altitudine în centru și Valea Paraíbei și subtropicală în sud. În câmpia litorală se întâlnește climă tropicală umedă. Cea mai scăzută temperatură înregistrată vreodată a fost de -7,3 °C pe 1 iunie 1979 în Campos do Jordão. Clima tropicală împreună cu influențele sale umede și de altitudine predomină în São Paulo. Se caracteriză prin pluviozitate puternică, între 1.000 și 2.000 mm anual și temperaturi medii care oscilează între 18 °C și 25 °C. Ploile sunt nu sunt foarte puternice, iar temperaturile mai scăzute din regiune sunt caracterizate de clima subtropicală.

## Politică

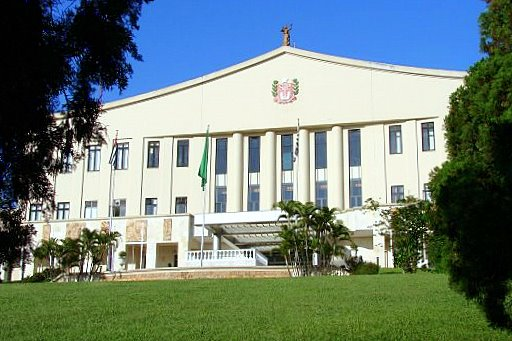
Palatul Bandeirantes, sediul guvernatorului.

Statul São Paulo face parte din Republica Federativă a Braziliei și este guvernat conform principiului separării puterilor între cea executivă — guvernatorul, cea legislativă — Adunarea Legislativă a Statului São Paulo și cea judecătorească — Tribunalul Justiției Statului São Paulo și alte curți. În afară acestora, constituția statului, promulgată în 1989, permite locuitorilor să participe în luarea deciziilor prin referendumuri și plebiscite.
Puterea executivă din São Paulo este centralizată și se concentrează în mâinile guvernatorului statului, ales prin vot popular direct și secret de către toți cetățenii statului pentru o perioadă de patru ani. Poate fi reales pentru încă un mandat. Sediul executivului este Palatul Bandeirantes. Puterea legislativă este exercitată prin parlamentul unicameral, Adunarea Legislativă a Statului São Paulo. Adunarea este formată din 94 de deputați care sunt aleși pentru un mandat de patru ani. Tribunalul Justiției Statului São Paulo este principala curte de justiție a unității federative. Toate aceste instituții se găsesc în orașul São Paulo.

### Împărțire administrativă
Statul São Paulo este format din 645 de municipii. Mai există și unitățile auxiliare — 15 mezoregiuni și 63 de microregiuni, create pentru scopuri statistice de Institutul Brazilian al Geografiei și Statisticii și încă alte 15 regiuni administrative organizate pentru a centraliza funcționarea statului.

## Economie
Serviciile formau în 2004 cea mai mare parte a produsului intern brut în stat, 47,2%. Urmează industria cu 46,3% și agricultura cu 6,5%. São Paulo exportă automobile, aeronave, produse alimentare, zahăr, combustibil, suc de portocale și telefoane. Economia statului a generat în 2006 33,2% din PIB-ului total al Braziliei. PIB-ul constă în 550 de miliarde de dolari americani, astfel, statul São Paulo ocupă locul 1 în topul celor mai dezvoltate economii din Americia de Sud. Bunăstarea este totuși distribuită inegal în regiune. Municipiile cele mai bogate fac parte din Regiunea Metropolitană São Paulo sau din împrejurimile acesteia.
Statul São Paulo este, din prima jumătate a secolului XX, lider la nivel național în producția industrială, depășind Rio de Janeiro, Minas Gerais și Rio Grande do Sul, aceste state fiind de asemenea unele cu economie foarte puternică. Regiunile cele mai importante din punct de vedere industrial sunt, în afară Regiunii Metropolitene São Paulo, Valea Paraíbei, Regiunea Metropolitană Campinas, São Carlos, Araraquara și mezoregiunea Piracicaba. În toate aceste zone a început modernizarea uzinelor vechi și schimbarea profilului de producție, acum fiind orientate spre tehnologii moderne și electrotehnică.
São Paulo este și una dintre unitățile federative ale Braziliei care contribuie cel mai mult la producția agricolă națională, în ciuda faptului că agricultura generează doar 6,5% al PIB-ului. Statul posedă 190.000 km² de pășuni și terenuri cultivabile. La nivel mondial, São Paulo este cel mai mare producător de suc de portocale cu 27% din totalul produs la nivel global și fructe, cel de-al doilea la producția de soia și trestie de zahăr și cel de-al patrulea la cafea.
Fiindcă aici se concentrează cea mai mare partea a industriei, São Paulo produce (doar 51% din totalul de energie este produs în stat) și consumă cea mai multă de energie din Brazilia.

### Transport

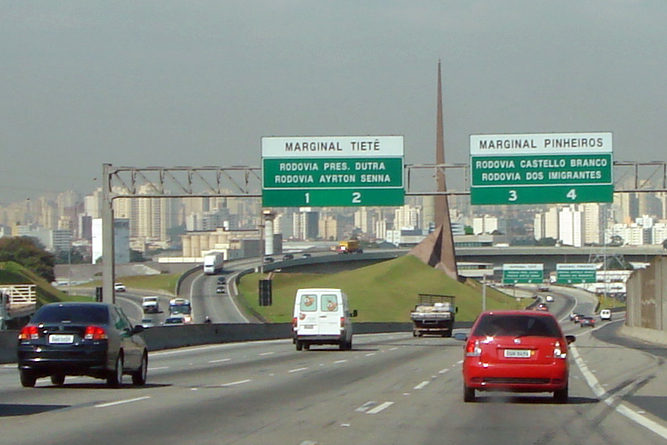
Rodovia dos Bandeirantes, o autostradă care leagă orașele São Paulo și Campinas cu partea centrală a statului.

Statul São Paulo are o rețea de 32.000 km de drumuri asfaltate, reprezentând 17% din totalul drumurilor de acest tip din Brazilia. Autostrăzile din São Paulo sunt considerate a fi cele mai bine conservate și cele mai moderne. Unele autostrăzi sunt administrate și întreținute de proprietarii privați. Întreprinderile care au vrut să privatizeze autostrăzi, au fost obligate să realizeze unele investiții în îmbunătățirea acestora și să îndeplinească niște criterii de calitate. Totuși, creșterea numărului de accidente rutiere și prețurile ridicate pentru a folosi drumurile, a dat naștere la critici din partea conducătorilor asupra modelului de privatizare.
În São Paulo se află trei aeroporturi de importanță ridicată, două dintre ele servind atât traficul național cât și celui internațional. Aeroportul Internațional São Paulo-Guarulhos este cel mai aglomerat aeroport al Braziliei și nodul principal al aviației civile din țară. Aeroportul Internațional Viracopos, în jurul orașului Campinas, se află pe locul doi după intensitatea traficului. Aeroportul Congonhas este cel mai mare aeroport al Braziliei, fiind folosit doar pentru zboruri naționale.
Transportul maritim se face prin intermediul porturilor din Santos și São Sebastião. Portul Santos este astăzi cel mai mare din Brazilia, fapt ceea ce a dus la supraaglomerarea lui. Portul São Sebastião este mai mic însă reprezintă o alternativă pentru navele comerciale.
Transportul feroviar nu este prea utilizat în Brazilia, astfel că țării îi lipsește o rețea bine dezvoltate de căi ferate. São Paulo are 5.000 km de cale ferată, principală rută legând orașul Santos via São Paulo, Botucatu, Bauru, Lins, Araçatuba și Andradina cu malurile fluviului Paraná și, mai departe, cu statul Mato Grosso do Sul și Bolivia. În general, căile ferate sunt destinate transportului de mărfuri, astfel doar Companhia Paulista de Trens Metropolitanos organizează transporturi de pasageri în Regiunea Metropolitană São Paulo. Tipul special al trenurilor de pasageri este metroul din São Paulo, care prevede un transport rapid al persoanelor între limitele orașului, însă este insuficient de dezvoltat pentru a îndeplini nevoile locuitorilor.

## Demografie
Conform estimărilor IBGE din 2007, São Paulo avea 39.827.570 de locuitori, de unde rezultă o densitate a populației de 160,5. Estimările Seade prezintă că statul a depășit pragul de 40 de milioane de locuitori în 2005, ceea ce reprezintă 21% din întreaga populație a Braziliei și 11% din cea a Americii de Sud. Nivelul de urbanizare este foarte ridicat. Astfel, 93,7% de locuitori trăiesc în orașe. Sporul natural este de 1,8% - foarte apropiat cu media națională, care este de 1,6%.
Fiind unitatea cea mai populată a Braziliei, São Paulo este și cel mai mare colegiu electoral în cadrul țării. În 2002, 25.655.553 de locuitori aveau drept de vot. În 2006, conform datelor Tribunalului Superior Electoral, acest număr s-a ridicat până la 28.037.256 de locuitori cu drept de vot.
În 2006, 70,31% din locuitorii statului erau catolici, 17,04% — protestanți, 7,28% — agnostici, atei sau deiști, 2,10% — spiritiști, 0,39% — budiști, 0,21% — umbandiști iar 0,11% — iudaiști. Același recensământ a arătat că populația statului este compusă din albi — 67,9%, pardos (mixaj între albi, afro-brazilieni și amerindieni) — 24,7%, negri — 5,8%, asiatici — 1,3% și amerindieni — 0,3%.
Evoluția demografică a statului São Paulo.

## Cultură
São Paulo a influențat de-a lungul timpului nu doar politica și economia Braziliei, ci de asemenea și cultura națională. Cultura statului São Paulo este una dintre cele mai bogate în comparație cu culturile celorlalte unități federative ale Braziliei. Asta datorită valurilor de imigranți din diverse țări care au venit sosit aici în secolele XIX și XX.

Teatrul Municipal din São Paulo.

Cel mai important centru cultural al statului este orașul São Paulo, însă și alte orașe mari dețin un rol cultural semnificativ. În capitala statului se găsesc cele mai importante instituții culturale din regiune, precum: Muzeul Ipiranga, Muzeul Limbii Portugheze sau Teatrul Municipal São Paulo.
Dintre tradițiile locale poate fi amintită noaptea de Sânziene, celebrată — la fel ca în Europa — în luna iunie. Modul de celebrare este asemănător cu cel din Europa – se aprind vetre – chiar dacă această noapte în São Paulo este cea mai scurtă a anului, fiindcă întreaga suprafață a statului se află în emisfera  sudică.
În muzica populară din regiune se regăsesc influențe de europene, africane și amerindiene. Moda de viola este presupus a fi genul cel mai caracteristic pentru statul São Paulo. A fost dezvoltat de Cornélio Pires în secolul XX și a primit multă atenție datorită compozitorilor Sérgio Reis și Renato Teixeira. Dintre muzicieni, pot fi amintiți și compozitorii de muzică cultă precum: Elias Álvares, Osvaldo Lacerda, Amaral Vieira și Camargo Guarnieri. Dintre genurile moderne de muzică, cele mai iubite sunt următoarele: rock-ul, samba paulista, pop-ul și hip-hop-ul.

## Sport

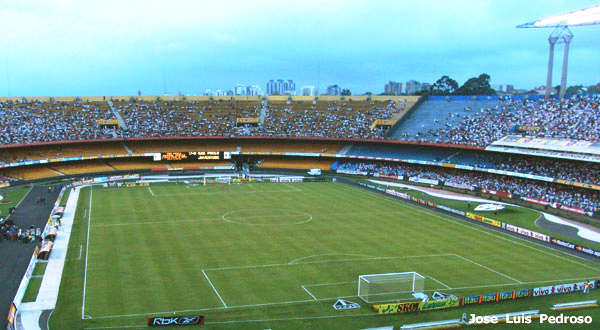
Stadionul Morumbi în São Paulo.

Fotbalul este cel mai popular sport în acest stat. Cele mai importante cluburi de fotbal sunt São Paulo FC, Palmeiras, Corinthians, Santos FC, Portuguesa (numită și Lusa), Ponte Preta și Guarani FC. Stadionul Morumbi din São Paulo este una dintre locațiile propuse pentru desfășurarea meciurile de la Jocurile Olimpice din 2016. Departe de fotbal, baschetul și voleiul se bucură și ele de popularitate în rândul locuitorilor statului.
Cursele de automobile sunt foarte populare aici ca în întreaga Brazilie. Mulți conducători de curse brazilieni recunoscuți internațional, sunt originari din statul São Paulo, cum ar fi: Emerson Fittipaldi, Ayrton Senna, Rubens Barrichello, Helio Castroneves și Felipe Massa. În Interlagos se organizează anual Marele Premiu al Braziliei, campionat de Formula 1.
Cea mai renumită competiție sportivă de atletism este Corida São Silvestre, care este organizată anual pe data de 31 decembrie.  Distanța, modificată în trecut, este acum fixată la 15 km.